# 雲寶城 (亞利桑那州)
雲寶城（英語：Rainbow City）是位於美國亞利桑那州納瓦霍縣的一個人口普查指定地區。根據2010年美國人口普查，該地人口為968人，而該地的面積約為5.64平方千米。

## 地理
雲寶城的座標為33°52′23″N 109°58′34″W / 33.87306°N 109.97611°W，而該地最高點為海拔高度1181米（即3874英尺）。